# Лётно-исследовательский институт имени М. М. Громова
Лётно-исследовательский институт имени М. М. Громова (ЛИИ) — государственный научный центр Российской Федерации.
Специализируется в области лётных исследований и испытаний экспериментальных летательных аппаратов, их силовых установок и бортового оборудования, методов обеспечения безопасности, надёжности и эксплуатационной технологичности, в том числе с использованием летающих лабораторий. Включает в себя аэродром «Раменское», научный центр и опытное производство, расположенные в  Жуковском Московской области. Основная взлётно-посадочная полоса (ВПП-4) является самой длинной в Европе, её длина составляет более 5 км, забетонированная площадь — 2,5 млн м². ВПП ЛИИ была одним из вариантов места посадки космического корабля «Буран», а также использовалась для отработки его технологий на аэродинамических моделях, в том числе в натуральную величину. На аэродроме, помимо экспериментальной авиации, базируется международный аэропорт Жуковский и Авиационно-спасательная компания (АСК) МЧС России.
Из-за вторжения России на Украину научный центр находится под санкциями всех стран Евросоюза, США и Украины.

## История

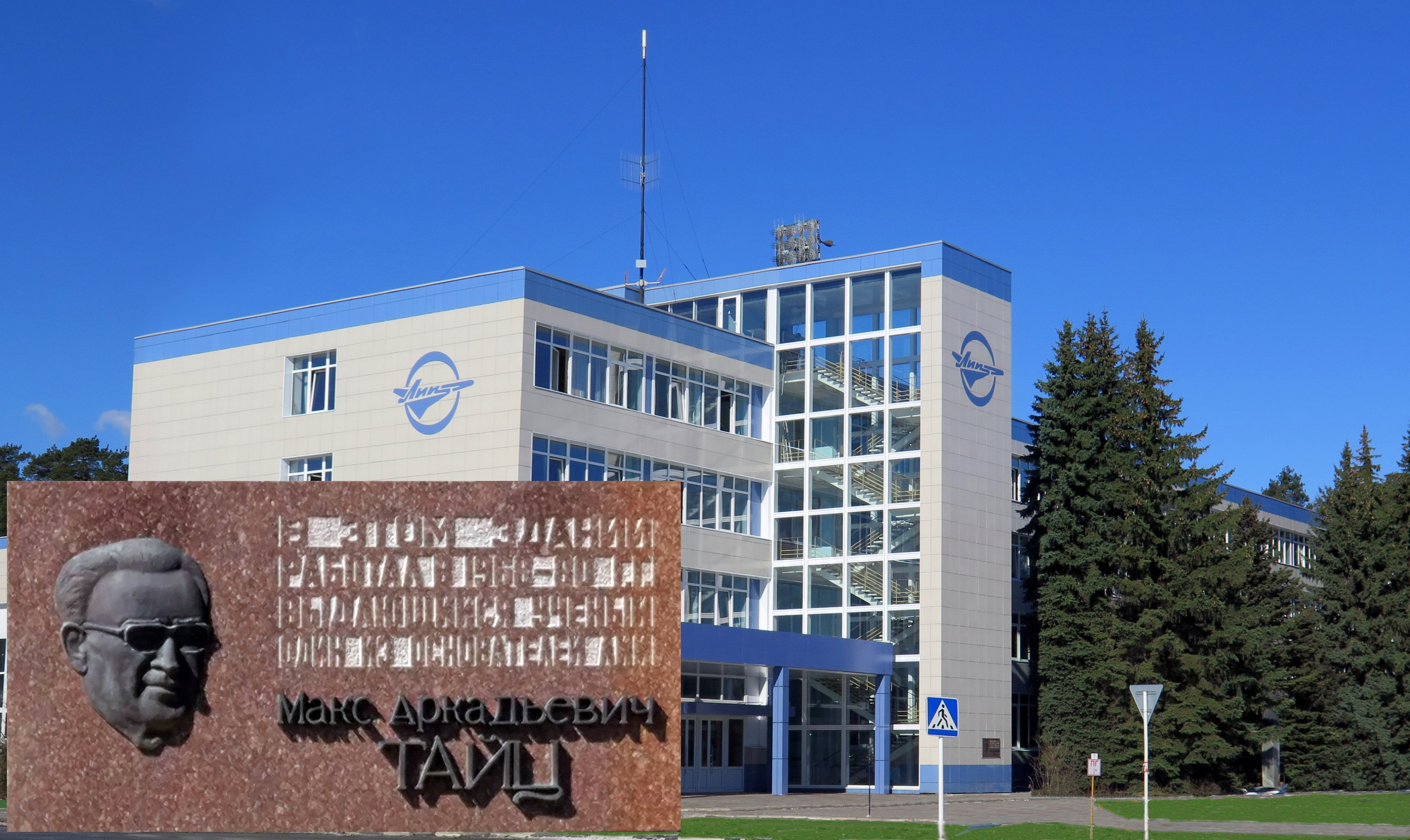
Здание института

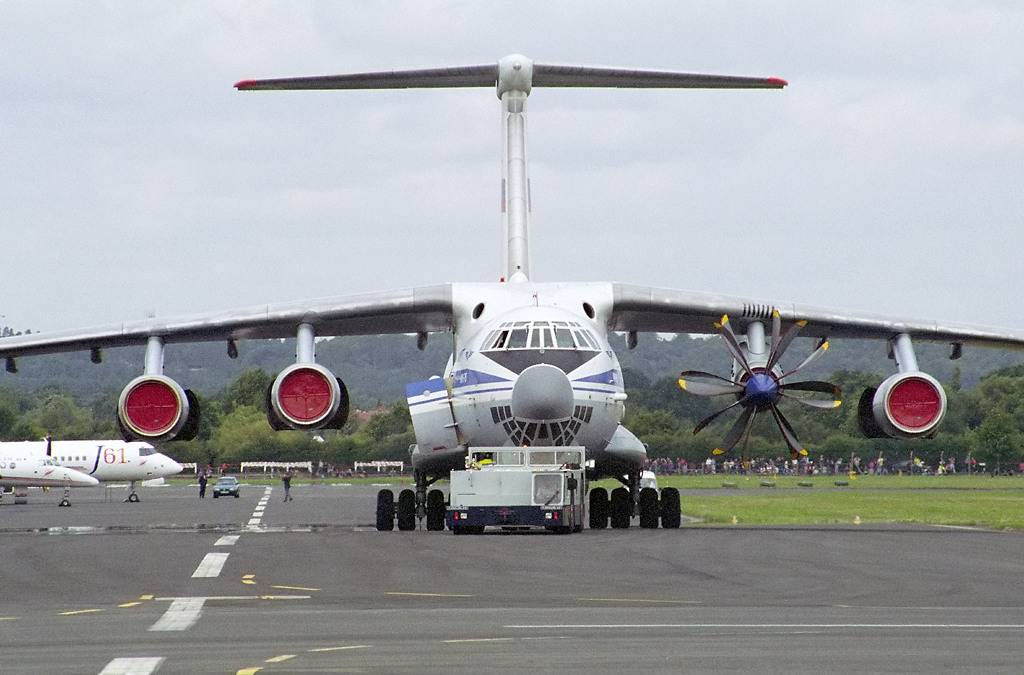
Ил-76ЛЛ с опытным образцом двигателя Д-27

В 1930-е годы происходил бурный рост советской авиационной промышленности и опытного самолётостроения. Вблизи платформы «Отдых» Московско-Казанской ж.д. было начато строительство большого ЦАГИ, испытательного аэродрома «Раменское» и посёлка, получившего в 1938 году имя Стаханово (с 1947 года — город Жуковский). К началу 1940-х годов группа учёных ЦАГИ: А. В. Чесалов, М. А. Тайц, Г. С. Калачёв и В. С. Ведров, — обосновали необходимость и возможность сочетания лётного эксперимента с теоретическими исследованиями характеристик самолётов, для чего было предложено создать специализированный Институт лётных исследований. При поддержке И. Ф. Петрова и М. М. Громова удалось убедить руководство государства в важности этого предложения.
8 марта 1941 года, в соответствии с постановлением Совнаркома СССР и ЦК ВПК(б) от 13 июня 1940 года, на базе подразделений ЦАГИ был создан Институт лётных исследований (позднее переименованный в ЛИИ). Первым начальником ЛИИ был назначен шеф-пилот ЦАГИ Михаил Михайлович Громов. В новый институт были переведены 1500 специалистов ЦАГИ, в том числе таких ведущих учёных как В. С. Ведров, М. А. Тайц, Б. Н. Егоров, Г. С. Калачёв, Н. С. Строев, А. С. Повицкий и др., которые руководили научными направлениями работ нового института.
В годы Великой Отечественной войны на аэродроме базировалась 45-я Гомельская дивизия авиации дальнего действия. Самолёты АДД выполняли регулярные боевые вылеты в глубокий вражеский тыл.
Основной состав ЛИИ был эвакуирован в Казань и Новосибирск. На московской и новых базах института проводились научные и лётно-испытательные работы для повышения максимальной скорости полёта, расширения маневренных возможностей, уменьшения расхода топлива серийных истребителей и бомбардировщиков, поставляемых на фронт.
В конце 1940-х годов фронт лётных исследований был расширен. Для авиации дальнего действия создавались средства заправки самолётов в воздухе. Наибольшее распространение получила система «шланг-конус». В ЛИИ осуществлялся поиск оптимальных режимов полёта при заправке различных самолётов, для чего были созданы летающие лаборатории на базе самолётов Су-7Б, Су-15, Ан-12, Ту-22, МиГ-25, Ил-76.
По инициативе М. М. Громова приказом министра авиационной промышленности от 20 октября 1947 года в ЛИИ была создана Школа лётчиков-испытателей, которую возглавил М. В. Котельников.
В 1947 году была образована и аспирантура ЛИИ, первым начальником которой стал В. С. Ведров, а затем длительное время (до 1957 года) её возглавлял В. В. Косточкин.
В 1960—1961 годах в г. Жуковском в одном из филиалов института, в лаборатории № 47, готовились к первому полёту в космос шестеро первых кандидатов в космонавты, так называемая «гагаринская шестёрка»: Юрий Гагарин, Герман Титов, Григорий Нелюбов, Андриян Николаев, Павел Попович и Валерий Быковский. Тренировки космонавтов выполнялись в кабине тренажёра космического корабля «Восток-3А», созданного специалистами филиала института под руководством С. Г. Даревского (впоследствии удостоенного Ленинской премии 1966 года). Программой подготовки руководил знаменитый лётчик-испытатель Герой Советского Союза Марк Лазаревич Галлай. Сдача первого выпускного экзамена проходила 17—18 января 1961 года. Первая часть экзамена проходила в кабине космического корабля «Восток», после экзамена на тренажёре будущий космонавт в течение 40-50 минут докладывал приёмной комиссии о работе на космическом корабле в штатных и нештатных ситуациях, отвечал на вопросы (оценки «отлично» получили Гагарин, Титов, Николаев и Попович, «хорошо» — Нелюбов и Быковский). На следующий день экзамены продолжились на военном аэродроме Чкаловский. 25 января 1961 года приказом Главкома ВВС все члены группы были зачислены на должности первого отряда космонавтов.
Кроме того, в 1960-х годах на базе ЛИИ проводились исследования обитаемости межпланетного корабля для полёта на Марс. В ЛИИ был спроектирован и построен на базе центрифуги наземный вращающийся имитатор межпланетного корабля — стенд «Марс-Орбита». Стенд обеспечивал возможность создания искусственной силы тяжести при вращении имитатора. На нём были реализованы условия жизни, моделирующие условия межпланетного корабля: рабочие и спальные места, радио и телевизор (для свободного времени), кухонный отсек, санузел (душ, раковина, унитаз). Задачей исследований было изучение при длительном, непрерывном, медленном вращении жизнеспособности и работоспособности живущих в этих условиях людей (до 35 суток). Были изучены особенности адаптации человека к длительному вращению, установлено, что на это требуется от 7 до 14 суток, а после остановки вращения реадаптация к нормальным условиям длится около двух суток. Были выработаны рекомендации по  оптимальной скорости вращения космического корабля для создания искусственной гравитации и по организации деятельности человека на борту корабля.
В конце 1960-х годов была начата масштабная программа авиакосмического перехватчика Спираль, в которой институту отводилась важная роль в исследовании и отработке новых технологий и прототипов. Программа не была полностью реализована, но полученный научно-технический задел нашел своё применение в начатых в 1977 году работах по программе «Энергия — Буран». Приказом начальника ЛИИ была сформирована группа лётчиков-испытателей (смотри Пилоты «Бурана»), преобразованная в 1981 году в Отраслевой комплекс подготовки космонавтов-испытателей (ОКПКИ) во главе с И. П. Волком. Кроме него в первый состав этого отряда лётчиков-испытателей «Бурана» вошли: А. С. Левченко, Р. А. Станкявичюс и А. В. Щукин.

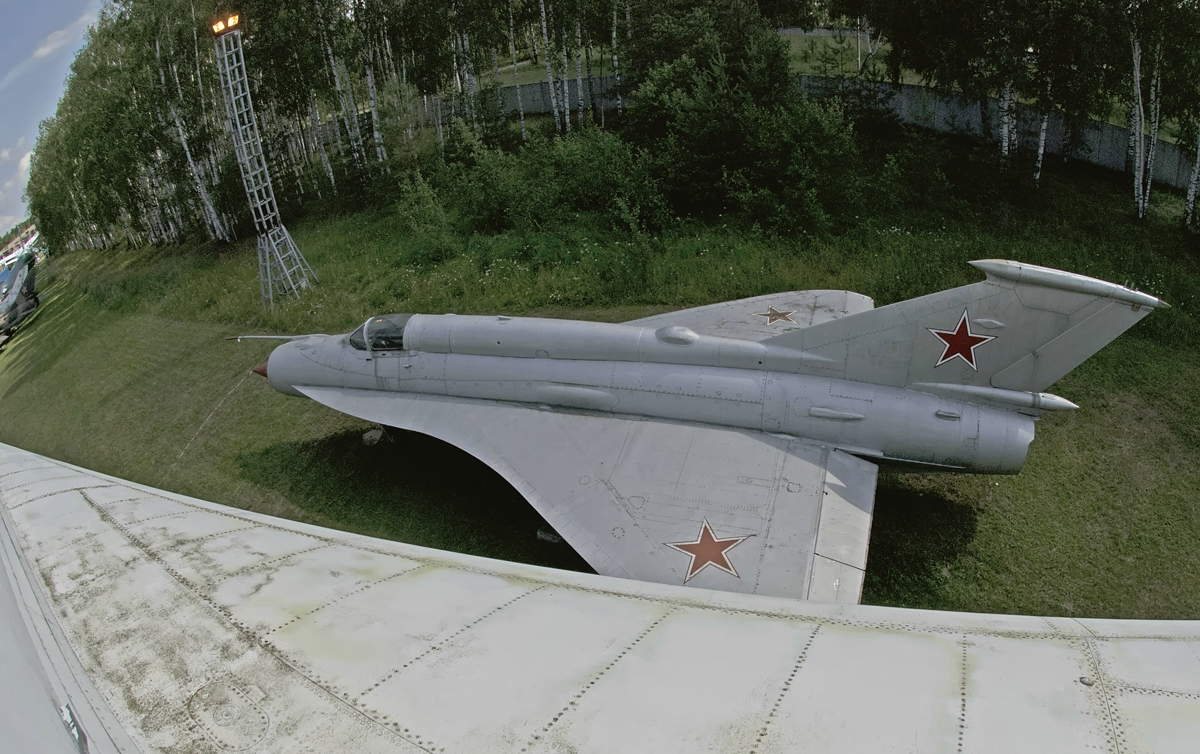
Летающая лаборатория МиГ-21И для исследований аэродинамики крыла сверхзвукового пассажирского самолёта Ту-144 (музей Монино, фото 2013 г.)

С 1992 года в ЛИИ проводятся авиакосмические салоны с международным участием. С 1993 года ЛИИ стал местом проведения Международного авиакосмического салона (МАКС).

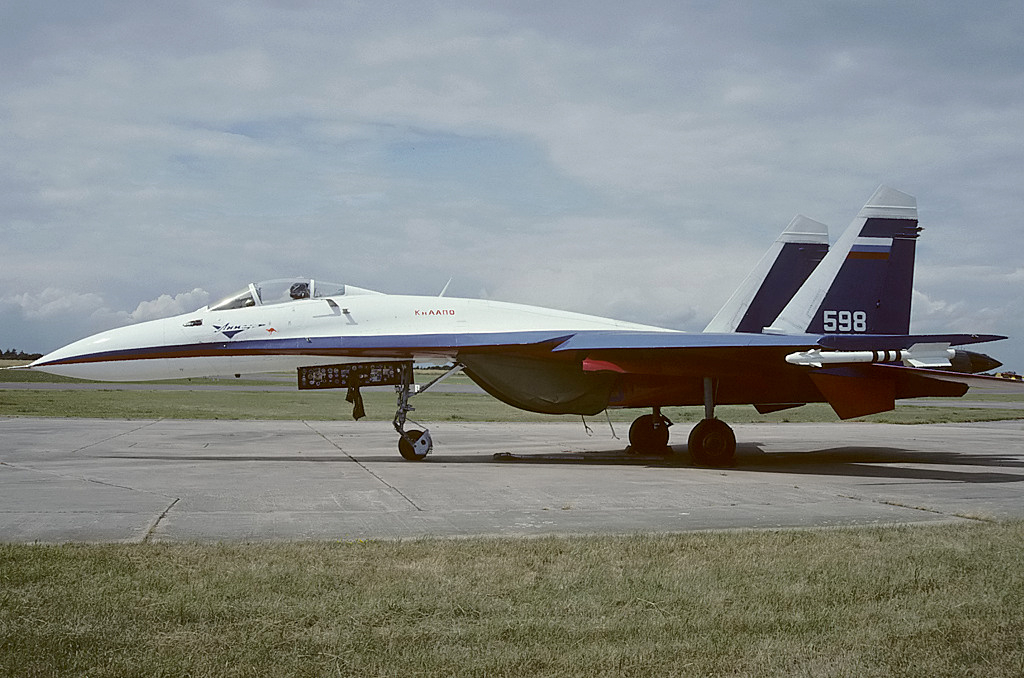
Переоборудованный самолёт Су-27П (фото 1995 года)

В 1997 году Правительство РФ возложило на институт научно-методическое обеспечение работ, связанных с государственным регулированием деятельности в области экспериментальной авиации России.
В 2012 году институт был преобразован из ФГУП в открытое акционерное общество (ОАО), 100 % пакета акций ОАО «ЛИИ им. М. М. Громова» внесено в уставный капитал ОАО «Объединённая авиастроительная корпорация». В 2017 году организационно-правовая форма института изменена на акционерное общество (АО).

## Направления деятельности
- Лётные исследования и испытания в областях аэродинамики низких и высоких скоростей, динамики полёта, технологий силовых установок и бортового оборудования летательных аппаратов[16][17][18][19]
- Участие в испытаниях и сертификации опытных образцов летательных аппаратов и их бортового оборудования[18]
- Исследования в областях безопасности полётов, надёжности, эксплуатационной технологичности и других эксплуатационно-технических характеристик авиатехники[16][20]
- Деятельность Школы лётчиков-испытателей по подготовке лётчиков, штурманов и бортовых инженеров испытателей[21]
- Разработка, производство и эксплуатация летающих лабораторий различного назначения, включая созданные на базе самолётов Ту-154, Су-30, Ил-76, Ил-103, вертолётов Ми-8 и другого[18][19]
- Разработка и производство бортовых средств измерений и регистрации параметров для лётных испытаний и исследований[17]
- Испытания и исследования в области парашютного оборудования и систем

В США аналогом ЛИИ является Armstrong Flight Research Center.

## Основные летающие лаборатории

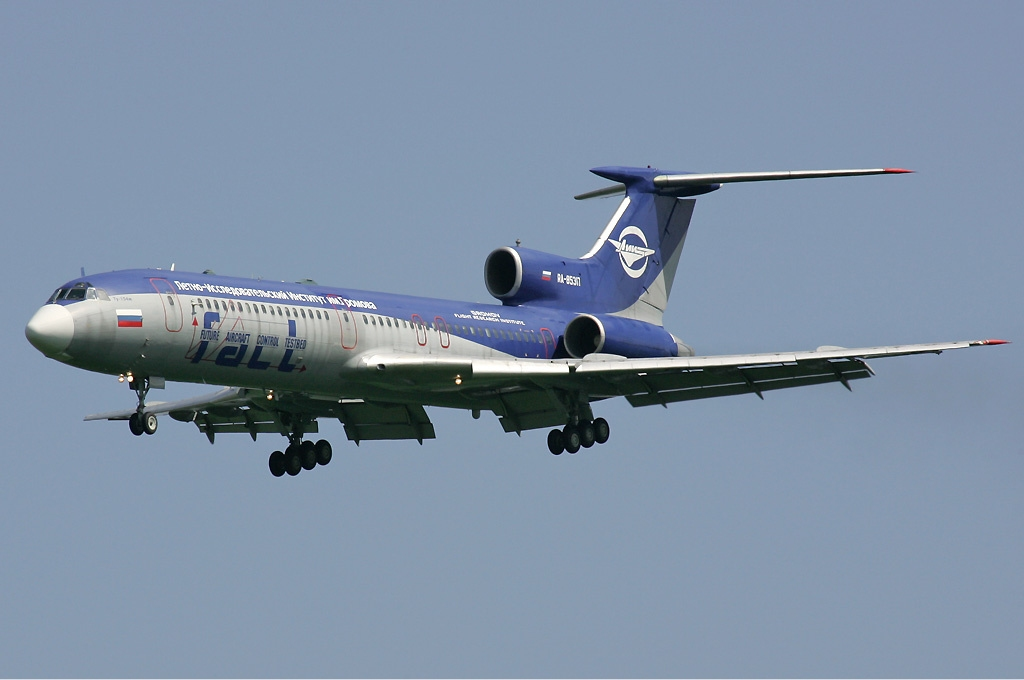
Летающая лаборатория на базе самолёта Ту-154Б/M (фото 2010 г.)
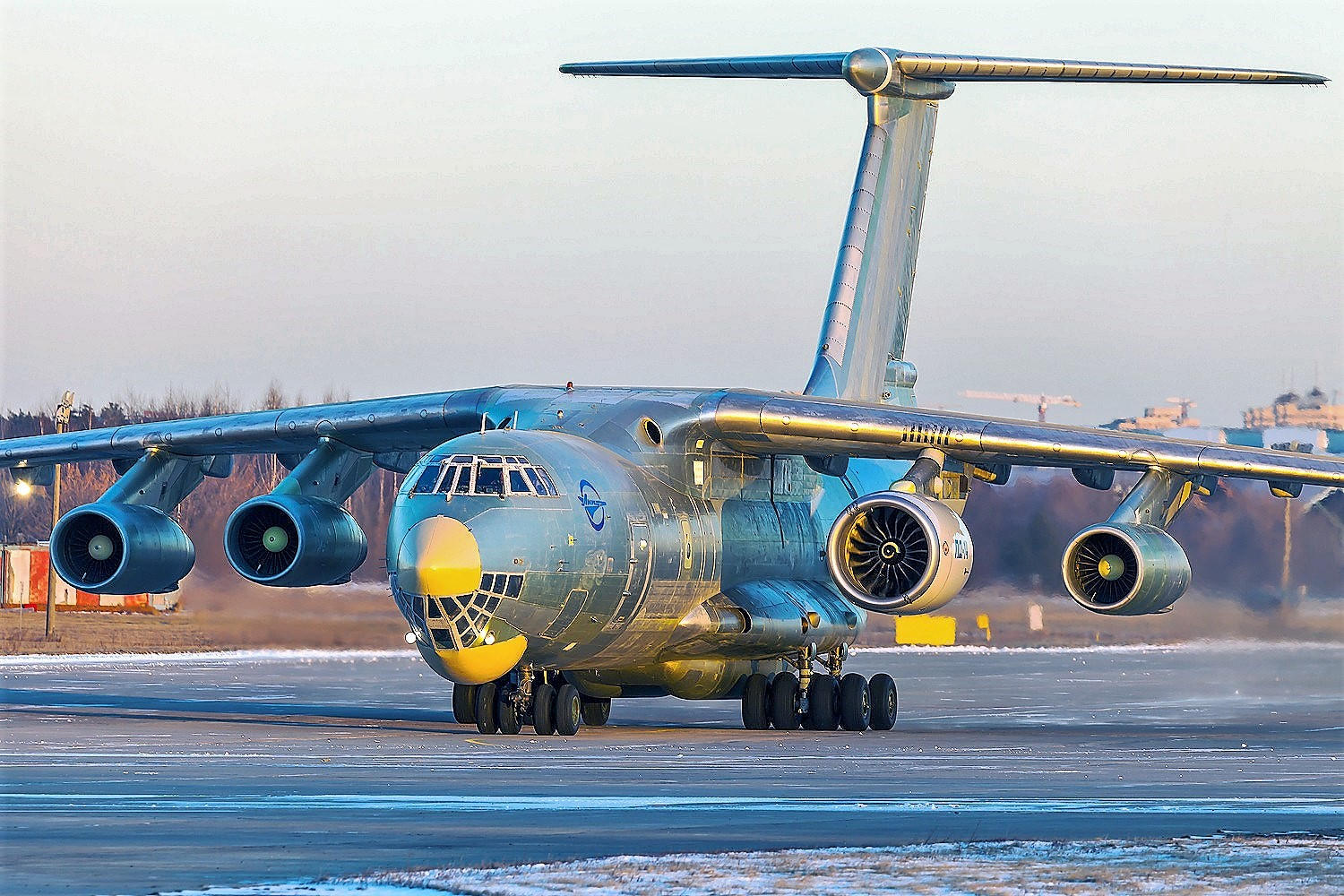
Летающая лаборатория на базе самолёта Ил-76 с опытным образцом двигателя ПД-14 (фото 2015 г.)
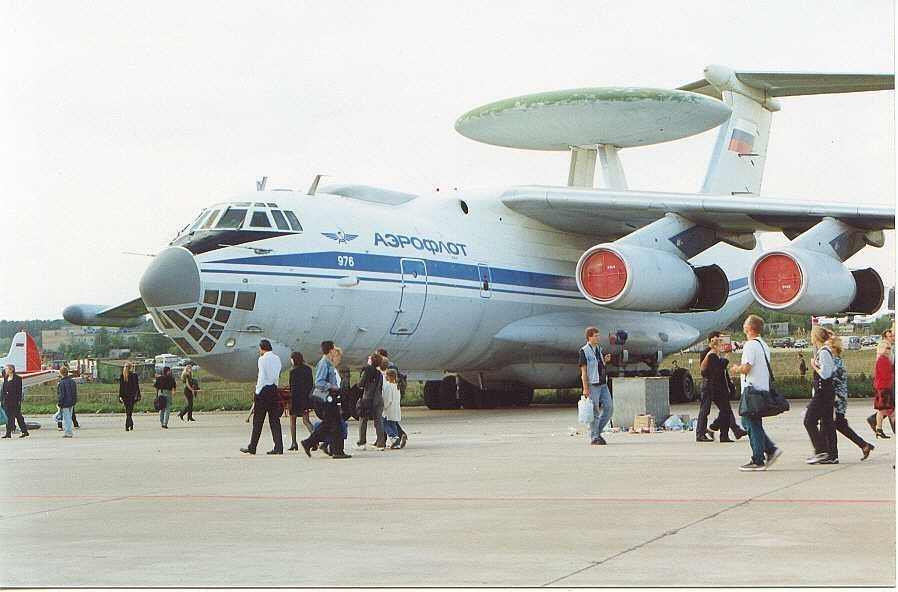
Летающая лаборатория СКИП на базе самолёта Ил-76 (фото 1999 г.)

## Известные сотрудники института

### Руководители института
- Михаил Громов — первый начальник института с марта по август 1941 года
- Александр Чесалов — начальник института в периоды: 1941—1942 и 1943—1947 годов
- Василий Молоков — начальник института в период 1942—1943 гг.
- Иван Петров — начальник института в период 1947—1951 гг.
- Александр Кобзарев — начальник института в период 1951—1954 гг.
- Николай Строев — начальник института в период 1954—1966 гг.
- Виктор Уткин — начальник института в период 1966—1981 гг.
- Арсений Миронов — начальник института в период 1981—1985 гг.
- Константин Васильченко — начальник института в период 1985—1995 гг.
- Феликс Золотарёв — начальник института в период 1995—1998 гг.[22]
- Вячеслав Бакаев — начальник института в период 1998—2004 гг.[22]
- Юрий Клишин — начальник института в период 2005—2006 гг.[22]
- Вадим Шалыгин — начальник института в период 2006—2007 гг.[22]
- Евгений Горбунов — начальник института в период 2007—2009 гг.[23][24]
- Павел Власов — начальник (а после акционирования в 2012 г. — генеральный директор) института в период 2010—2017 гг.
- Евгений Пушкарский — генеральный директор института с 2017 года

### Учёные, лётчики, штурманы, инженеры испытатели
См. Категория:Сотрудники ЛИИ
- Сергей Анохин
- Амет-Хан Султан
- Александр Бесчастнов
- Всеволод Ведров
- Аркадий Богородский
- Василий Бочаров
- Фёдор Бурцев
- Валентин Васин
- Игорь Волк
- Марк Галлай
- Юрий Гарнаев
- Александр Гарнаев
- Алексей Гринчик
- Олег Гудков
- Виктор Заболотский
- Геннадий Ирейкин
- Пётр Казьмин
- Григорий Калачёв
- Анатолий Квочур
- Владимир Косточкин
- Александр Крутов
- Анатолий Левченко
- Леонид Лобас
- Владимир Логиновский
- Владислав Лойчиков
- Андрей Манучаров
- Всеволод Матвеев
- Степан Машковский
- Иван Остославский
- Виктор Расторгуев
- Николай Рыбко
- Гай Северин
- Римантас Станкявичюс
- Урал Султанов
- Макс Тайц
- Магомед Толбоев
- Сергей Тресвятский
- Алексей Фоломеев
- Юрий Шеффер
- Георгий Шиянов
- Александр Щербаков
- Александр Щукин
- Виктор Юганов
- Андрей Юмашев